# Misce
misce (abgekürzt m. oder M.) ist eine lateinische Anweisung auf medizinischen Rezepten. Man spricht hier (im Gegensatz zum Fertigarzneimittel) von einer Individual-Rezeptur, wenn der Apotheker ein bestimmtes Medikament individuell für den Patienten in seiner Offizin auf Anweisung des Arztes anfertigen muss (Eigenherstellung von Arzneimitteln).
Das Wort ist der Imperativ von lateinisch miscere ‚mischen‘ und bedeutet „Mische!“ als Rezepturanweisung für den Apotheker. Diese ärztliche, zahnärztliche oder tierärztliche Arbeitsanweisung kann ergänzt werden in der Form Misce, da, signa (m. d. s.), was so viel wie „Mische [die einzelnen Wirkstoffe mit einander], gib [das entstandene Gemisch an den Kunden] ab und bezeichne [das so hergestellte Medikament]“ bedeutet. Gelegentlich wird auch die lateinische Aufforderung misceatur (Es werde gemischt! oder Das soll gemischt werden.) verwendet.
Weitere Ergänzungen betreffen die weitere Verwendung der Mischung. Dabei bedeutet Misce, fiat so viel wie Mische, auf dass daraus ... werde. Beispiele:
- Misce (ut) fiat pilulae! – Mische und bereite Pillen! Abkürzung: m. f. pil.
- Misce (ut) fiat massa, e qua formentur! – Mische, es möge eine Masse werden, aus der geformt wird!
- Misce (ut) fiat pulvis! – Mische und bereite Pulver! Abkürzung: m. f. plv.
- Misce  (ut) fiat  unguentum! – Mische und bereite Salbe!
- Misce ut fiat suppositorium! – Mische und stelle Zäpfchen her! Abkürzung: M. f. suppos.[4]

Die Abkürzung M. ft. bedeutet: Mixtura fiat (= Es werde eine Mixtur!).